# Klub Demokratyczny

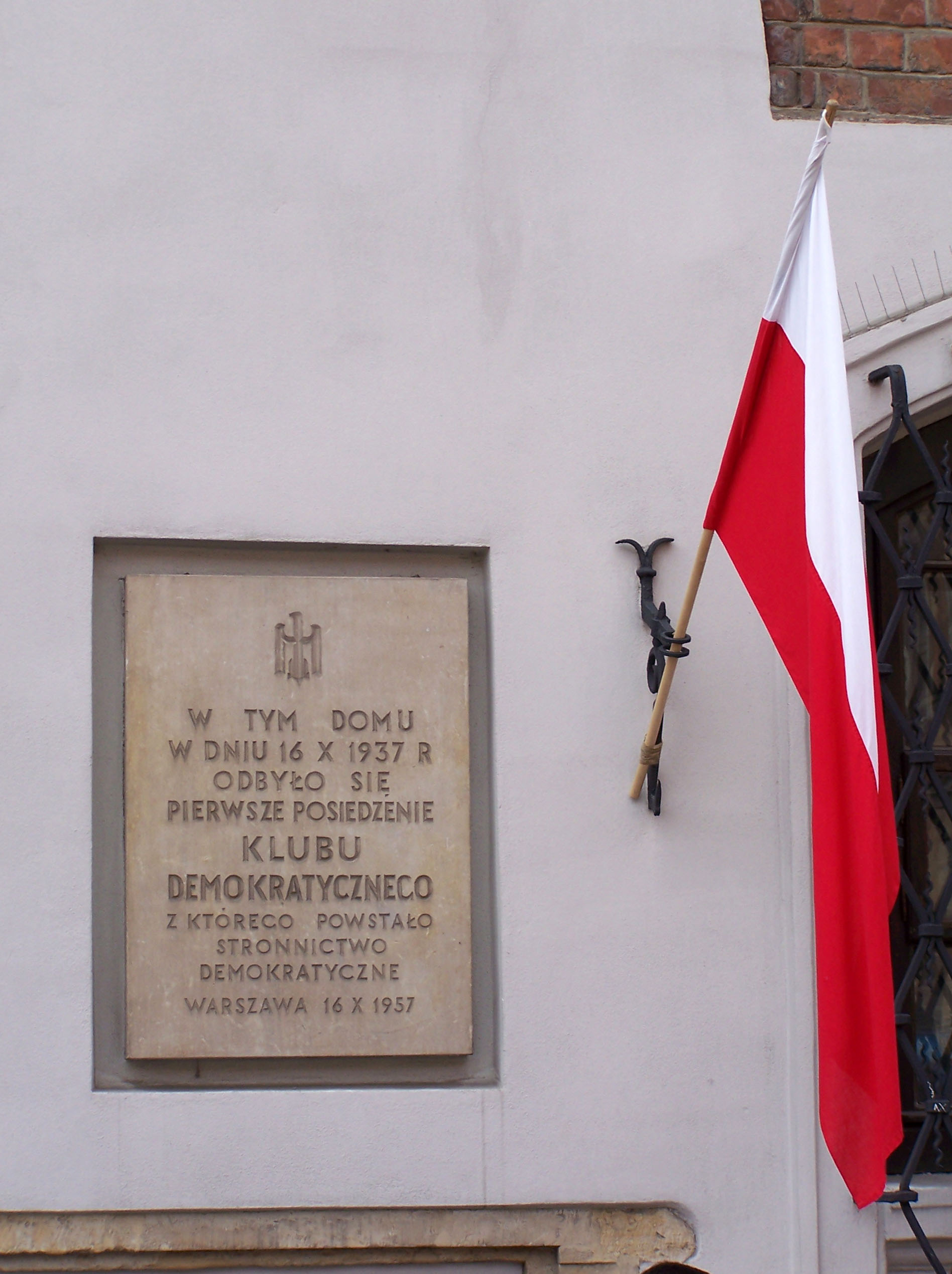
Tablica pamiątkowa na Rynku Starego Miasta w Warszawie

Kluby Demokratyczne – antyfaszystowska organizacja społeczno-polityczna polskiej inteligencji tworzona w latach 1937–1939 przez lewicowych piłsudczyków i bezpartyjnych lewicowców. Powstała z inicjatywy Mikołaja Kwaśniewskiego jako wyraz sprzeciwu wobec prawicowego zwrotu sanacji wyrażającego się w utworzeniu Obozu Zjednoczenia Narodowego. Program tych klubów został wyrażony w tzw. „małej deklaracji demokratycznej” uchwalonej 16 października 1937 na konstytucyjnym zebraniu warszawskiego Klubu Demokratycznego. 
Pierwszy Klub Demokratyczny powstał jesienią 1937 r. w Warszawie, kolejne w Krakowie, Łodzi, Lwowie, Wilnie, Katowicach, Sosnowcu, Bielsku, Poznaniu, Kaliszu, Gdyni i innych. Na przykład Łódzki Klub Demokratyczny utworzony został 7 lutego 1938 r. (1. prezes dr Stanisław Więckowski, wiceprezes Karol Hiller). Lokalne Kluby Demokratyczne, będąc pierwszym krokiem do zbudowania nowej partii, połączyły się 15 kwietnia 1939 roku w Stronnictwo Demokratyczne. 
Czołowi działacze Klubu: Marceli Handelsman, Mieczysław Michałowicz, Wincenty Rzymowski, Alfred Fiderkiewicz. Nieoficjalny organ: „Czarno na Białem”.  